# Cimitirul evreiesc sefard din București

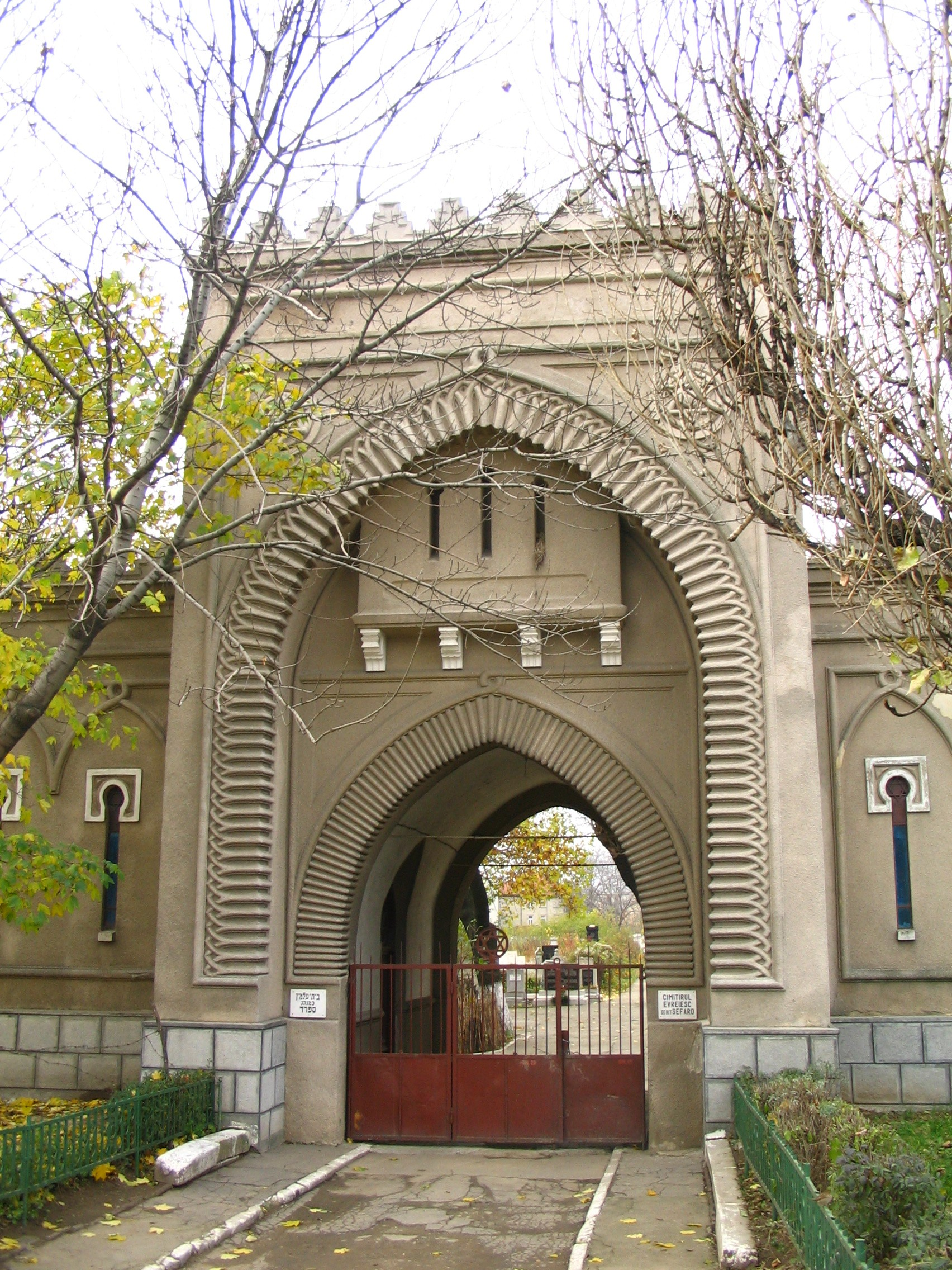
Intrarea cimitirului evreiesc spaniol din București

Cimitirul evreiesc de rit sefard, cunoscut și ca Cimitirul spaniol  sau Bellu evreiesc,este unul din cele trei cimitire evreiești care mai există în prezent în București. Cimitirul situat acum pe str. Olteniței nr. 2 a fost inaugurat în 1865, are o suprafață de 4-5 ha și conține 10.300 de morminte
În cimitir se află o parte din pietrele de mormânt transferate din fostul cimitir din strada Sevastopol (cel mai vechi cimitir evreiesc din București din secolul al XVII-lea) care a fost desființat în timpul Holocaustului sub regimul Antonescu. Aici se află și un obelisc, monument în memoria ostașilor evrei de rit sefard căzuți pentru România în Primul Război Mondial.
Între personalitățile înmormântate în acest cimitir se numără: Haralamb Zincă, Dan Mizrahi, Theodor Danetti, Alexandru Mandy, Sandu Sticlaru, Antoaneta Ralian, Bițu Fălticineanu, Elena Negreanu, compozitorii Richard Stein, Mișu Iancu, Laurențiu Profeta, Alexandru Pașcanu, muzicologul și criticul muzical Ada Brumaru, publicistul și traducătorul Alfons Adania, scriitoarea și traducătoarea Veronica Porumbacu.

## Vezi și
- Cimitirul evreiesc Filantropia din București
- Cimitirul evreiesc Giurgiului din București
- Fostul cimitir evreiesc Sevastopol din București

## Legături externe
- Cimitirele evreiesti (sefard si ashkenaz) Arhivat în 2 februarie 2017, la Wayback Machine., metropotam.ro
- Cimitire evreiești din România
- Cimitire evreiești
- Sinagoga mare Arhivat în 13 iunie 2015, la Wayback Machine.
- Cimitirul evreiesc de rit sefard: Fotografii